# Agallis de Corcyre
Agallis (Ἀγαλλίς) ou Anagallis (Ἀναγαλλίς) de Corcyre est une grammairienne et philosophe grecque ayant vécu au IIe siècle av. J.-C. Elle est connue principalement pour ses commentaires sur les textes homériques rapportés par Athénée de Naucratis. Dans un autre de ses textes, elle attribua également l'invention des jeux de balle à Nausicaa.
Son origine et son identité sont cependant assez floues. Certains historiens y virent une hétaïre tandis que d'autres l'identifièrent à Agallias, disciple d'Aristophane de Byzance s'étant aussi distingué par ses commentaires sur Homère et originaire de Corcyre. Cependant, il pourrait aussi s'agir de son père.
Pendant un certain temps au XIXe siècle, le nom « Agallis » était supposé être le sujet d'un des poèmes de Sappho sur la base d'une interprétation erronée.